# Ólafur Stefánsson (stiftamtmand)
 Der er flere personer med dette navn, se Ólafur Stefánsson.
Ólafur Stefánsson (benævnes ofte på dansk Olaf Stephensen) (født 3. maj 1731, død 11. november 1812) var en islandsk stiftamtmand.

## Liv og gerning
Stefánsson var søn af præsten Stefán Ólafsson og dennes 1. hustru, Ragnheiður Magnúsdatter, blev født på Höskuldsstaðir i det nordlige Island og blev i ung alder forældreløs. Han dimitteredes fra Latinskolen på Holar til Københavns Universitet 1751, blev juridisk kandidat 1754 og ansattes som bogholder ved fabrikkerne i Reykjavik, beskikkedes 1756 til vicelagmand, adjungeredes 1764 amtmand Magnus Gíslason og udnævntes efter dennes død 1766 til amtmand over Island.
1761 ægtede han nysnævnte amtmands datter Sigriður, et giftermål, der både skaffede ham rigdom og anseelse.
Da Island 1770 deltes i 2 amter, tilfaldt Nord- og Østamtet ham, men 1783 afgik han med pension, efter sigende for at undgå en flytning til Nordlandet. Da der 1787 oprettedes et særligt Vestamt, udnævntes han til amtmand over dette. 1790 forfremmedes han til stiftamtmand over Island og forbandt med denne stilling posten som amtmand, indtil 1793 over Vestamtet, derefter over Sydamtet.
Med Ólafur Stefánssons udnævnelse til stiftamtmand havde for første gang en indfødt islænder fået landets øverste styrelse i hænde, og omtrent samtidig tilfaldt de fleste vigtigere embeder i landet hans Sønner eller nære slægtninge. Han var afholdt ved sin personlige elskværdighed og godgørenhed; man anerkendte hans sunde omdømme og landøkonomiske indsigt. Han havde også med iver virket for næringsvejenes udvikling og en bedre ordning af handelsforholdene, ligesom han hørte til den kreds af mænd, der i moderne reformer så betingelsen for Islands fremtid, om han end optrådte forsigtig og eftergivende. I sin embedsgerning, særlig som stiftamtmand, har han dog næppe ydet noget fremragende, tilmed var forholdene vanskelige så vel på grund af landets forarmelse som ved personlige modsætninger inden for de styrendes kreds. Med årene indsneg der sig uregelmæssigheder eller i alt fald nogen slaphed i hans bestyrelse, hvad der 1803 førte til nedsættelsen af en kommission til undersøgelse af hans embedsførelse. Dette foranledigede hans afsked 1806, som dog bevilgedes ham på gunstige vilkår og med titel af gehejmeetatsråd.
Til sin død forblev han boende på den ud for Reykjavik liggende ø Viðey, hvor han siden 1793 havde haft sin embedsbolig. 1785 havde han for sin redebonhed til at afhjælpe den ved uår foranledigede nød fået tildelt fortjenstmedaljen.
Ólafur Stefánsson har på dansk udgivet en historisk Underretning om den islandske Handels Førelse (1798) og desuden i det ældre islandske Litteraturselskabs skrifter offentliggjort forskellige økonomiske afhandlinger. Han blev i 1810 medlem af Det kongelige danske Selskab for Fædrelandets Historie.